# ایران و سلاح‌های کشتار جمعی
ایران و سلاح‌های کشتار جمعی  یکی از موضوعاتی بوده که همواره از علل اختلاف و درگیری جمهوری اسلامی ایران با برخی دولت‌های غربی بوده‌ است. دولت ایران از سوی کشورهای غربی مکرراً متهم به تلاش برای تولید تسلیحات میکروبی، شیمیایی و هسته‌ای می‌شود. اما دولت ایران این اتهام را رد می‌کند. همچنین سید علی خامنه‌ای رهبر جمهوری اسلامی تولید سلاح‌های کشتار جمعی را حرام شرعی دانسته‌است.

## جنگ‌افزارهای هسته‌ای

### در دوران پهلوی
به گفته اسدالله علم، شاه ایران همواره (به‌طور پنهانی) خواهان دستیابی کشورش به تسلیحات هسته‌ای جهت تجهیز نمودن ایران به سپر دفاعی در منطقه بود. محمدرضا شاه پهلوی در سال ۱۹۷۵ گفته بود که ایران رسماً قصد ساخت تسلیحات هسته‌ای را ندارد، اما چنانچه کشورهای منطقه اقدام به ساختن آن کنند، تصمیم خود را ممکن است عوض کند. در دهه ۱۹۷۰ در طی جلسه‌ای بین شاه ایران و هنری کسینجر، کسینجر به شاه پیشنهاد خرید هر سلاحی از آمریکا را می‌دهد. شاه بلافاصله درخواست خرید UGM-27 Polaris که یک موشک با قابلی حمل کلاهک اتمی است را مطرح می‌کند. کسینجر مجبور می‌شود از پیشنهاد اولیه خود عدول کند و پیشنهاد خود را تصحیح کند: «هر جنگ‌افزاری به‌جز سلاح اتمی»

### پس از انقلاب سال ۵۷
در سال‌های اول انقلاب سال ۵۷، به فریدون فشارکی، که از مقامات و استادان اقتصاد بود، دستورهایی داده شد که به سید محمد بهشتی، که در آن زمان یکی از مشاوران سید روح‌الله خمینی بود، نسبت داده شده‌است:
وظیفه شماست که بمب اتمی را برای حزب جمهوری اسلامی بسازید.
فشارکی، از این کار امتناع و به آمریکا رفت. سخنان مشابهی (خطاب به سپاه پاسداران انقلاب اسلامی در سال ۱۹۸۸) نیز به هاشمی رفسنجانی نسبت داده شده است.
Mattityahu Peled ژنرال اسرائیلی مدعی است که در سپتامبر سال ۱۹۸۵، وزرای خارجه ایران، سوریه و لیبی اعلام کردند که کشورهایشان به منظور مقابله با اسرائیل بایستی تسلیحات هسته‌ای تولید کنند. و در سال‌های بعد از جنگ ایران و عراق گزارش‌های منتشر گشت که حاکی از همکاری‌های ایران و کره شمالی برای تحصیل فناوری تسلیحات هسته‌ای بودند.

### رد اتهام ساخت سلاح هسته‌ای توسط جمهوری اسلامی ایران
با اینحال بسیاری از مراجع و رهبران ایران، اتهامات فوق را مردود دانسته، و تولید این‌گونه سلاح‌ها را مغایر با اسلام دانسته‌اند.
سید علی خامنه‌ای رهبر جمهوری اسلامی ایران بارها این موضوع را رد کرده‌است. او در تاریخ ۳۰ مرداد سال ۱۳۸۵ چنین گفته‌است:
شما می‌بینید دشمنان دنیای اسلام چه فشاری بر روی مسئله انرژی هسته‌ای در ایران دارند. آن‌ها می‌دانند که ما دنبال بمب اتم نیستیم. آن‌ها از پیشرفت علم در این کشور، از پیشرفت فناوری در یک کشور اسلامی ناراحتند.
همچنین در تاریخ ۱۳ سپتامبر سال ۲۰۰۴ میلادی بر پایهٔ گفتهٔ سخنگوی وقت وزارت امور خارجهٔ ایران حمیدرضا آصفی، علی خامنه‌ای فتوایی علیه استفاده از سلاح‌های هسته‌ای صادر کرده‌است.
وبگاه یو اس نیوز که رسانه شورای سیاست خارجی آمریکا است نوشته: «ممکن است این فتوا اصلاً وجود نداشته باشد. با این‌که مقامات ایرانی بارها به آن اشاره کرده‌اند، اما تاکنون منتشر نشده‌است.»
این در حالی است که در قسمت استفتائات جدید پایگاه اطلاع‌رسانی سید علی خامنه‌ای، فتوای وی در این خصوص آمده‌است:
 به اعتقاد ما افزون بر سلاح هسته‌ای، دیگر انواع سلاح‌های کشتار جمعی، نظیر سلاح شیمیایی و سلاح میکروبی نیز تهدیدی جدی علیه بشریت تلقی می‌شوند. ملت ایران که خود قربانی کاربرد سلاح شیمیایی است، بیش از دیگر ملت‌ها خطر تولید و انباشت این گونه سلاح‌ها را حس می‌کند و آماده است همهٔ امکانات خود را در مسیر مقابله با آن قرار دهد. ما کاربرد این سلاح‌ها را حرام، و تلاش برای مصونیت بخشیدن ابناء بشر از این بلای بزرگ را وظیفهٔ همگان می‌دانیم.
رهبر جمهوری اسلامی ایران در تاریخ ۱ فروردین سال ۱۳۸۴ پیرامون ترس دشمنان ایران از شکل‌گیری ایران قدرتمند و بهانه‌قرار دادن تلاش ایران برای دستیابی به سلاح هسته‌ای در سخنرانی تبریک عید نوروز، چنین گفت:
 خود آن‌ها به خوبی می‌دانند که ماجرای ساخت سلاح هسته‌ای یک افسانه است و هیچ واقعیتی ندارد. مسئلهٔ آن‌ها این نیست؛ مسئلهٔ آن‌ها این است که از شکل گرفتن یک ایران قدرتمند و پیشرفته نگرانند… امروز مسئلهٔ انرژی هسته‌ای بهانهٔ تهدیدهای آمریکاست. ابرقدرت، شأن خود را در تهدید کردن می‌داند… امروز بهانهٔ تهدید آن‌ها انرژی هسته‌ای است. این هم که نباشد، بهانهٔ دیگری مطرح می‌کنند.
در روز ۱۲ آوریل ۲۰۱۸ مایک پمپئو رئیس سابق سازمان سیا و نماینده کنونی مجلس نمایندگان ایالات متحده آمریکا که در آن برهه از طرف ترامپ به عنوان نامزد تصدی وزارت امور خارجه آمریکا معرفی شده بود، طی اظهار نظری پیرامون برنامه هسته‌ای ایران با بیان اینکه ترجیح او «اصلاح» برجام است، عنوان نمود: «من معتقدم ایران پیش از نهایی‌شدن این توافق (برجام)، در حال رقابت برای ساخت سلاح هسته‌ای نبوده و در صورت به هم خوردن این توافق نیز انتظار نمی‌رود این کار را انجام دهد.»

### اختلافات کنونی ایران با مجامع بین‌المللی

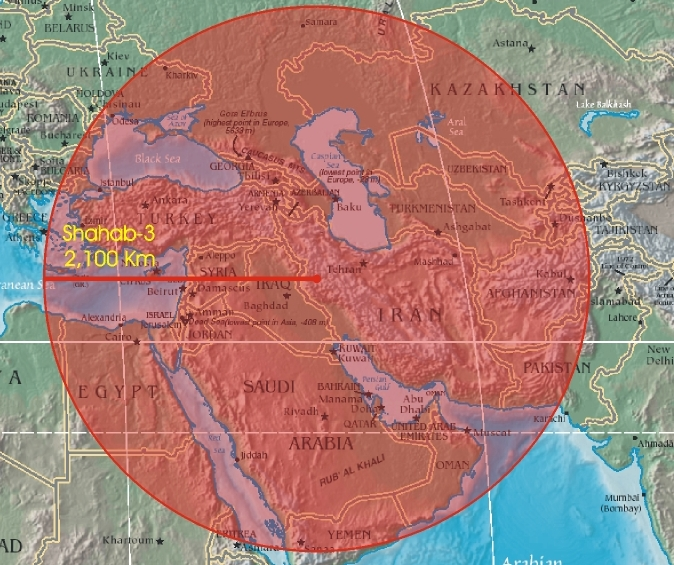
موشک شهاب ۳ ایران ۲۱۰۰ کیلومتر برد داشته و قابلیت حمل کلاهک هسته‌ای را دارد. از نظر کشورهای غربی، چنین ویژگی‌هایی نشان از یک سلاح تدافعی نمی‌تواند باشد.

آمریکا، اتحادیه اروپا، و اسرائیل برآنند که ایران با «کمک مخفیانه» منابع پاکستانی موفق به ساخت مراکز لازم برای تولید سوخت هسته‌ای از جمله غنی‌سازی اورانیوم شد. ایران البته تا سال ۲۰۰۲ فعالیت‌های هسته‌ای خود را به آژانس بین‌المللی انرژی اتمی گزارش نکرده بود، که باعث برانگیخته شدن شک‌های بسیاری گردید.
به دلیل سیاست‌های تهدیدآمیز (همانند علیه اسرائیل)، و به دلیل امکان استفاده دوگانه از این فناوری در تولید تسلیحات هسته‌ای، ایران مورد اعتراض کشورهای دیگر به ویژه دیگر اعضای آژانس بین‌المللی انرژی اتمی که ایران نیز عضوی از آن می‌باشد قرار گرفت و ناچار به بازرسی‌های این سازمان تن در داد. ایران این ادعا را رد می‌کند و می‌گوید تمام برنامه هسته‌ای ایران داخلی و بر مبنایی بنیادی می‌باشد که به‌طور اصولی و با طرح استقلال کامل فناوری هسته‌ای از بدو انقلاب اسلامی بازسازی و اجراء شده‌است.
ایران از دیدگاه قوانین آژانس بین‌المللی انرژی اتمی و همچنین از دیدگاه پیمان‌نامه منع گسترش سلاح‌های هسته‌ای حق تحقیق و استفاده صلح‌آمیز از فناوری هسته‌ای را دارد. تحریم‌های شورای امنیت سازمان ملل علیه ایران بر اساس اصل ۴۲ فصل هفتم منشور سازمان ملل است که برای مبارزه با کشورهای تهدیدکننده صلح وضع گردیده. ایران بارها نابودی اسرائیل را پیش‌بینی کرده‌است، که اسرائیل از آن‌ها به عنوان «تهدید» علیه خود یاد می‌کند ولی مقامات ایران می‌گویند که ایران خواستار حذف اسرائیل از طریق حمله به این کشور نیست و این روش را اسلامی و معقول نمی‌داند، بلکه به دنبال حذف رژیم اسرائیل از طریق یک همه‌پرسی مسالمت‌آمیز و دموکراتیک در کل سرزمین‌های اشغالی و با حضور آوارگان فلسطینی است. بر طبق اظهارنظر آژانس دفاع موشکی آمریکا (MDA) پس از پرتاب موفقیت‌آمیز موشک‌های شهاب ۳، سفیر امید و کاوشگر ۳ ایران به فناوری پرتاب موشک‌های حامل سلاح‌های کشتار جمعی نیز دست یافته‌است.

## جنگ‌افزارهای خوشه‌ای
در ژوئیه ۲۰۰۸، ایران اعلام کرد که جنگ‌افزار خوشه‌ای می‌سازد. برخی از محافل این نوع جنگ‌افزار را نوعی سلاح کشتار جمعی می‌دانند. در این رابطه ۶۰ کشور جهان عضو کنوانسیون بین‌المللی مهمات خوشه‌ای هستند و ۱۰۷ کشور پیش‌نویس آن را در ماه مه ۲۰۰۸ امضاء کردند. هیچ‌یک از کشورهای ایران، اسرائیل، آمریکا، روسیه، هند، پاکستان، برزیل و چین که مجهز به این نوع جنگ افزارند و برخی از آن‌ها تولیدکنندگان و استفاده‌کنندگان اصلی مهمات خوشه‌ای محسوب می‌شوند، پیش‌نویس این پیمان را امضاء نکرده‌اند.